# Jan Smit (paleontoloog)

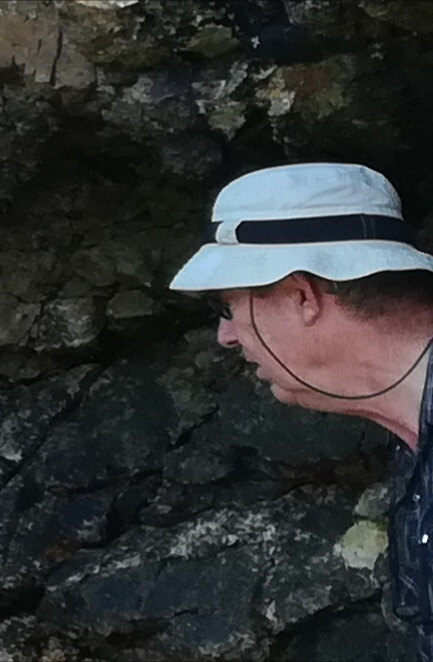
Jan Smit aan het werk in Frankrijk

Jan Smit (Den Haag, 8 april 1948) is een Nederlands geoloog en paleontoloog. Hij was van 2003 tot 2013 verbonden aan de Faculteit der Aard- en Levenswetenschappen van de Vrije Universiteit Amsterdam (VU) als hoogleraar Event-Stratigrafie, snelle veranderingen in het systeem aarde welke hebben geleid tot massa-extincties.
Smit behaalde in 1974 aan de Universiteit van Amsterdam zijn doctoraalexamen geologie. In 1981 promoveerde hij (cum laude) aan dezelfde universiteit. Zijn dissertatie getiteld "A catastrophic event at the Cretaceous-Tertiary Boundary", behandelde de meteorietinslag op de overgang van Krijt naar Tertiair.
Samen met de Amerikanen (vader en zoon) Luis Alvarez en Walter Alvarez is Jan Smit de grondlegger van de inslagtheorie inzake het uitsterven van de dinosauriërs.
In de jaren negentig van de twintigste eeuw ontdekte Smit met Walter Alvarez de inslagkrater in Yucatán, de Chicxulubkrater, waar 65 miljoen jaar geleden de meteoriet insloeg, die het einde van de dinosauriërs inluidde.
In 2016 werd aan hem de Van Waterschoot van der Gracht Penning toegekend. 
- Bibsys: 14011316
- Bibliothèque nationale de France: cb16904237d (data)
- International Standard Name Identifier: 0000 0003 8798 1667
- Library of Congress Control Number: nb2014003964
- Nationale Bibliotheek van Israël: 987007345452605171
- Nederlandse Thesaurus van Auteursnamen: 068487053
- ORCID: 0000-0002-6070-4865
- Système universitaire de documentation: 174768796
- Virtual International Authority File: 281072102
- WorldCat: E39PBJwmTYRp47HFBcHxP97vHC